# Cabinet (meuble)
Pour les articles homonymes, voir Cabinet.

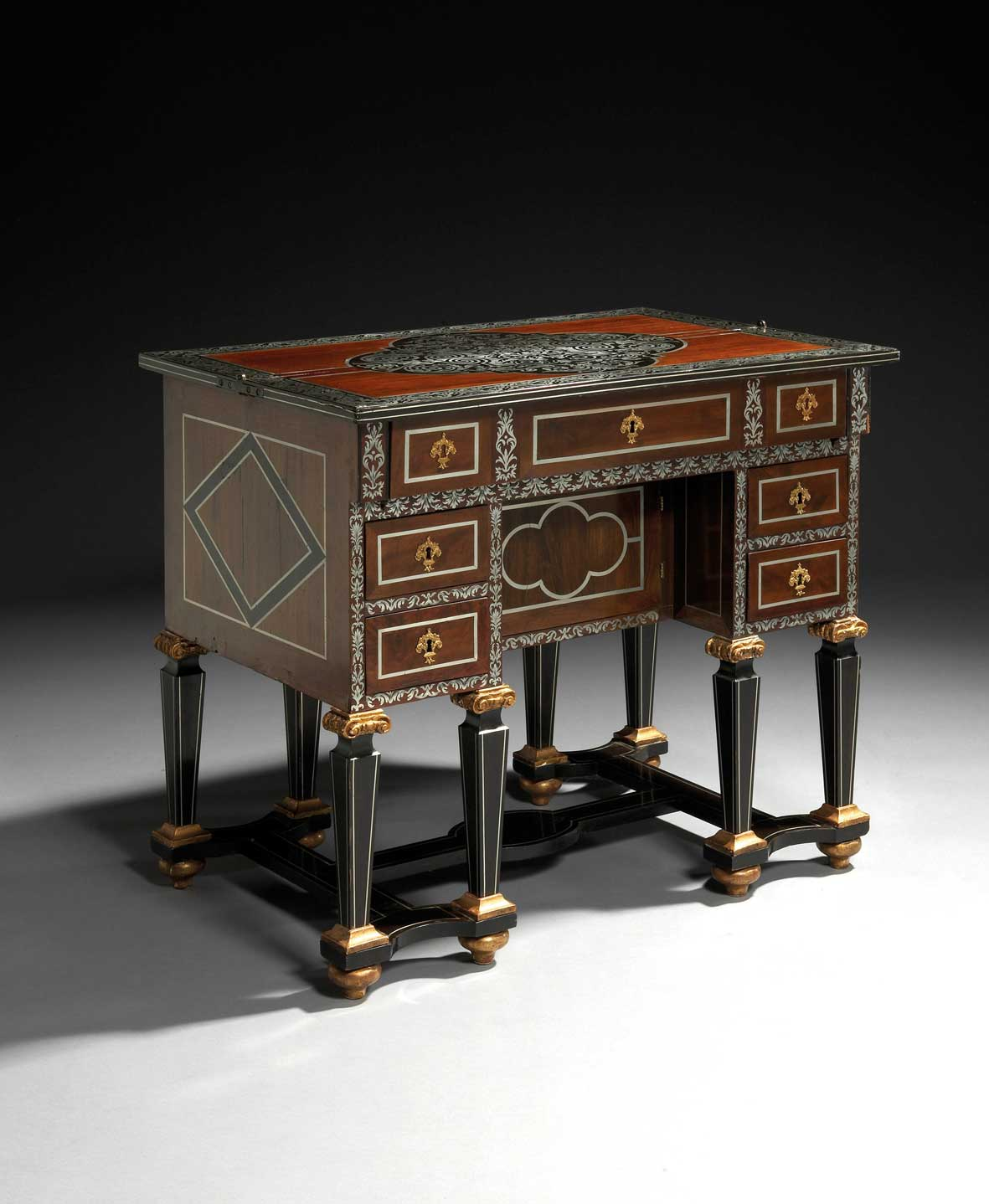
Cabinet Mazarin époque Louis XIV.

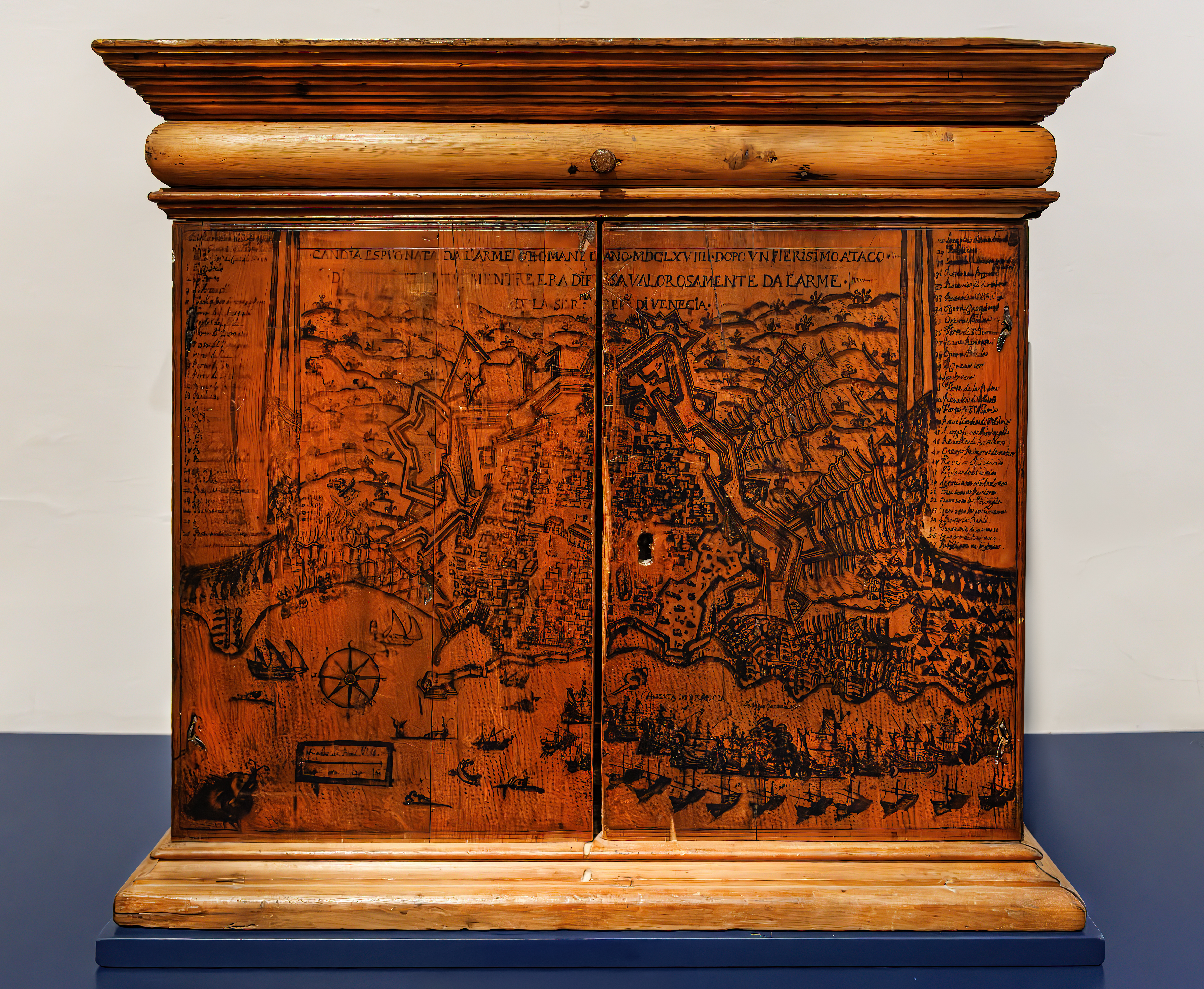
Cabinet pyrographé de Francesco Morosini - Musée Correr

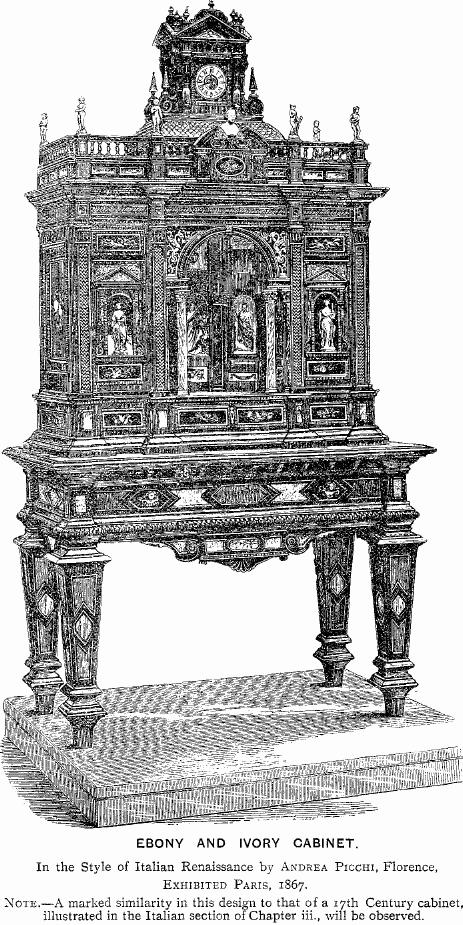
Cabinet en ébène et ivoire d'Andrea Picchi, Florence.

Le cabinet est un meuble de collectionneur dont toute la façade comporte des tiroirs et portes. Toujours avec un piétement assorti pour les cabinets français, une esthétique issue de l'architecture. 
Il est apparu à la Renaissance, avec la table occidentale, le dressoir à deux corps…
Comme pour les meubles ornés richement, certains de leurs panneaux étaient souvent démontés et vendus séparément comme œuvres d'art à part entière.
Les plus précieux sont plaqués d'ébène. C'est  le travail de ce matériau qui désigne l'ébéniste.

## Styles
C'est l'évolution de la table bureau ou table à écrire :
- Style Louis-Philippe : c’est l’apparition du cabinet à écrire avec, sur le plateau rectangulaire, sur l’arrière, un coffrage étroit (20 à 30 cm), muni de tiroirs et d’étagère pour le rangement des livres et documents divers. Bandeau muni de tiroirs et pieds droits tournés, à forme balustre ou en chapelet.

- Style Napoléon III : continuité du style Empire vers le cabinet à écrire qui donne une grande importance au rangement et classement ; les tiroirs et casiers deviennent plus nombreux.

## Exemplaires caractéristiques
- Les cabinets d'ébène parisiens du château d'Ambleville[3].
- le cabinet du cardinal Farnèse, milieu XVIe siècle, à quatre statues de harpies à la base et triomphe-tabernacle en haut[4].
- le cabinet vénitien, bois plaqué d'ivoire et de nacre peints[4].
- le cabinet Mazarin.
- le cabinet florentin en maroquin (1620-1630)[4].
- The Badminton cabinet, cabinet du duc de Beaufort  issu des ateliers du grand-duc de Toscane (1726), présenté au Liechtenstein Museum[5] et vendu 19 millions de livres sterling (record mondial pour une pièce de mobilier en 2004)[6].
- le cabinet florentin de la chambre de Madame de Staël au château de Coppet, en Suisse[7].
- le cabinet plaqué d'ivoire et de bois exotiques, décoré de pierres dures, au Musée du Louvre.
- le cabinet plaqué d'ivoire et de bois exotiques, décoré de pierres dures, au Château de Rosenborg au Danemark.
- le cabinet florentin  incrusté de nacre et d’ivoire, à quarante-neuf tiroirs, du château d'Ussé.
- Les cabinets d'ébène de Pierre Gole et Jean Armand du château d'Ambleville.

## Citations
« Entre deux fenêtres se trouvait un grand cabinet florentin, en ébène incrusté d’ivoire et de lapis. Il le regardait comme si c’eût été un objet capable de le ravir et de l’effrayer tout à la fois et comme s’il eût contenu quelque chose qu’il désirait et dont il avait peur. »

— Le Portrait de Dorian Gray, Oscar Wilde.